# Rogo di Giuda

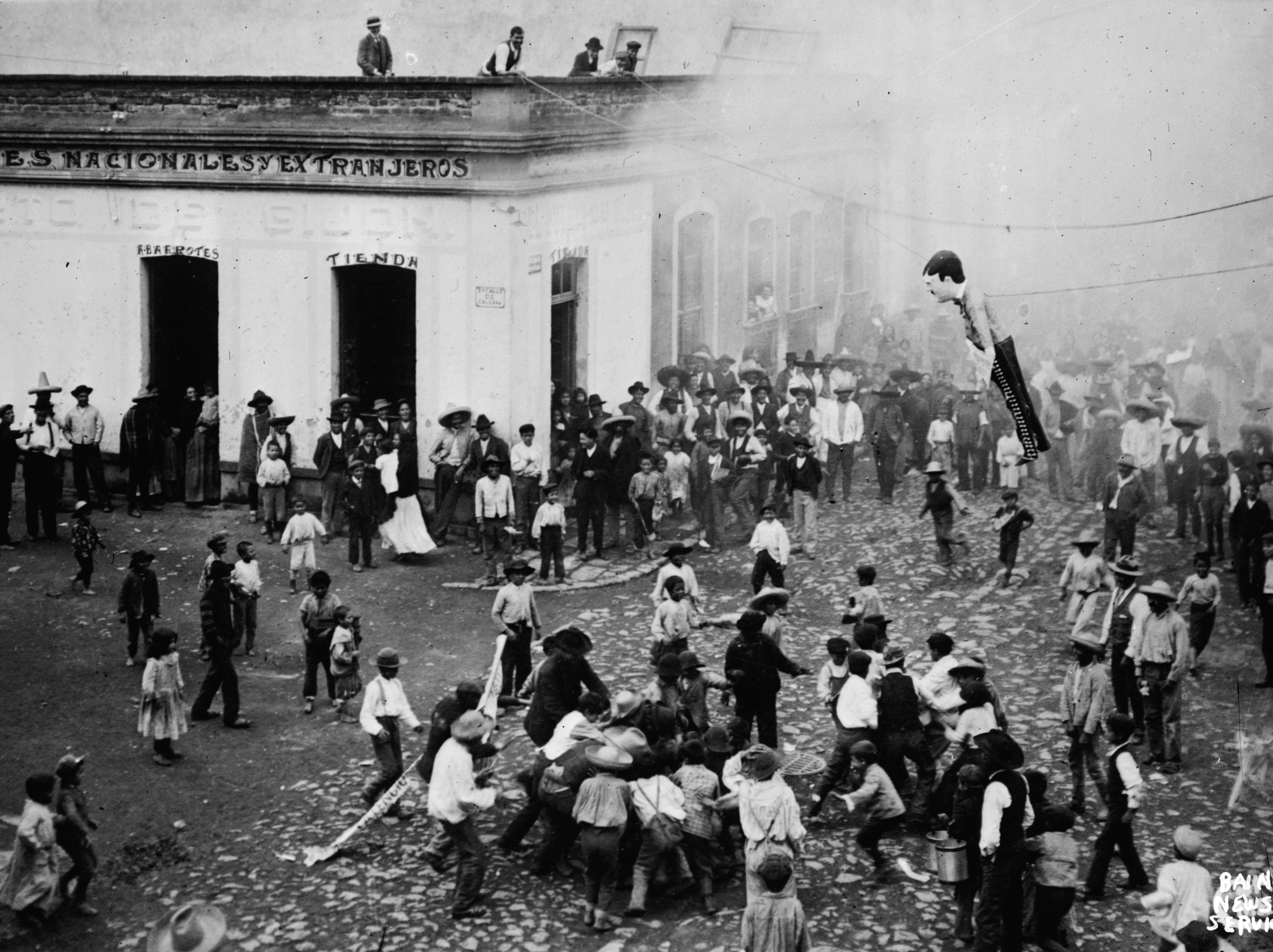
Giuda impiccato in effigie, Città del Messico, inizio XX secolo

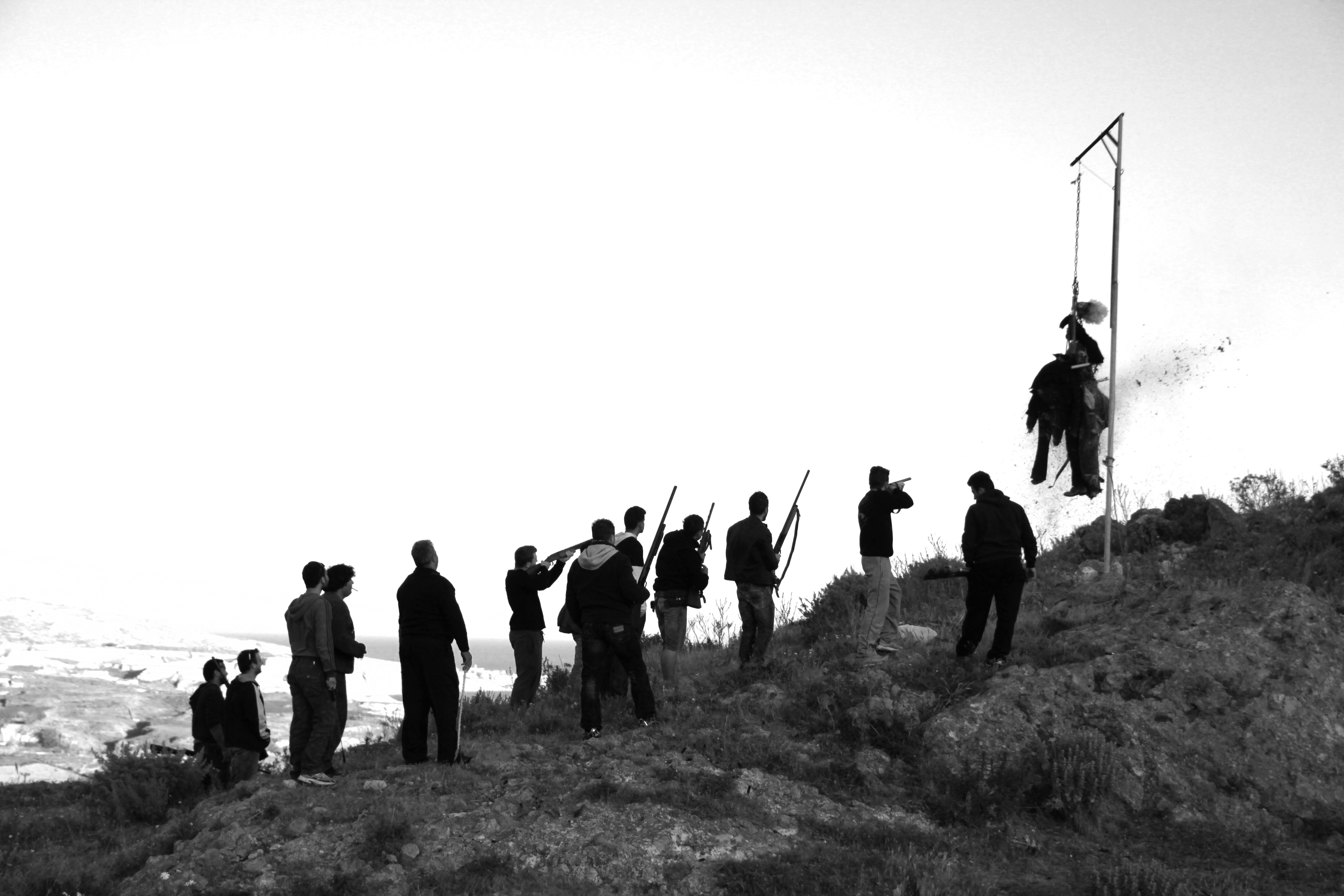
Riprese alla forca dell'effigie di Giuda Iscariota, Santorini, Grecia, aprile 2010

Il rogo di Giuda è un rituale pasquale che ha avuto origine nelle comunità cristiane europee, dove viene bruciata un'effigie di Giuda Iscariota, il quale secondo il racconto evangelico avrebbe tradito Gesù Cristo. Altri maltrattamenti simili alle effigi di Giuda includono l'impiccagione, la flagellazione e l'esplosione con fuochi d'artificio.
Sebbene non sia parte ufficiale del ciclo liturgico pasquale, l'usanza fa tipicamente parte della rievocazione della storia della Passione praticata dai fedeli durante la Pasqua. Le usanze variano, ma l'effigie di Giuda viene solitamente impiccata (rievocando Matteo 27:5) il Venerdì Santo, per poi essere bruciata la notte della domenica di Pasqua.
In molte parti dell'America Latina questa pratica si svolge alla vigilia del Capodanno come simbolo di liberazione dal male e di inizio di un nuovo anno in purezza spirituale. Alcune comunità osservano questo rituale utilizzando varie effigi, tra cui quella biblica di Giuda. Questa usanza, durante la quale l'effigie viene bruciata su un rogo, è chiamata Quema del Judas (“il rogo di Giuda”) in Uruguay e Argentina, e Quema del Año Viejo (“il rogo dell'anno vecchio”) in altri luoghi.

## Pratica

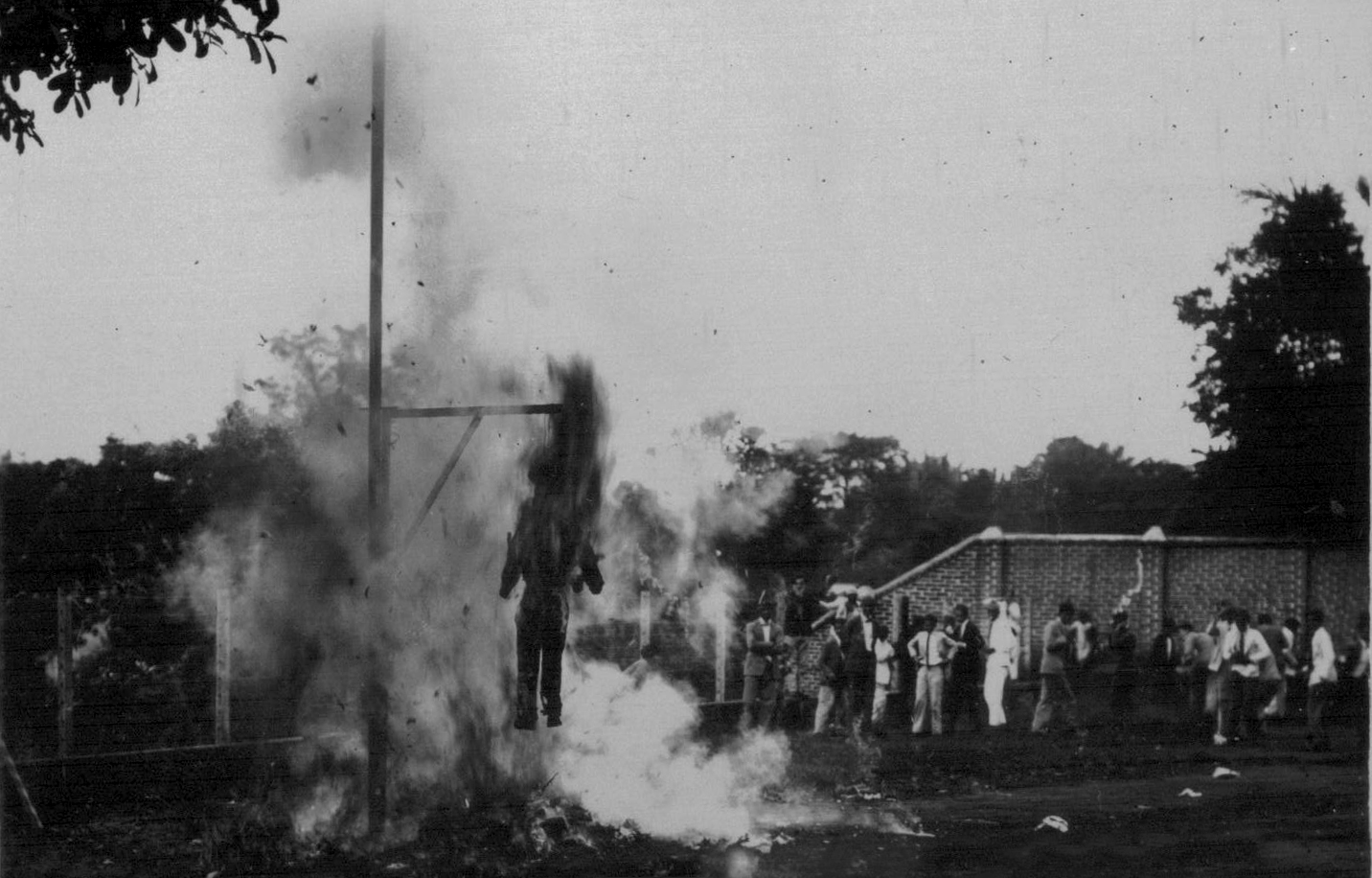
Il rogo di Giuda a Juiz de Fora, Brasile, 1909

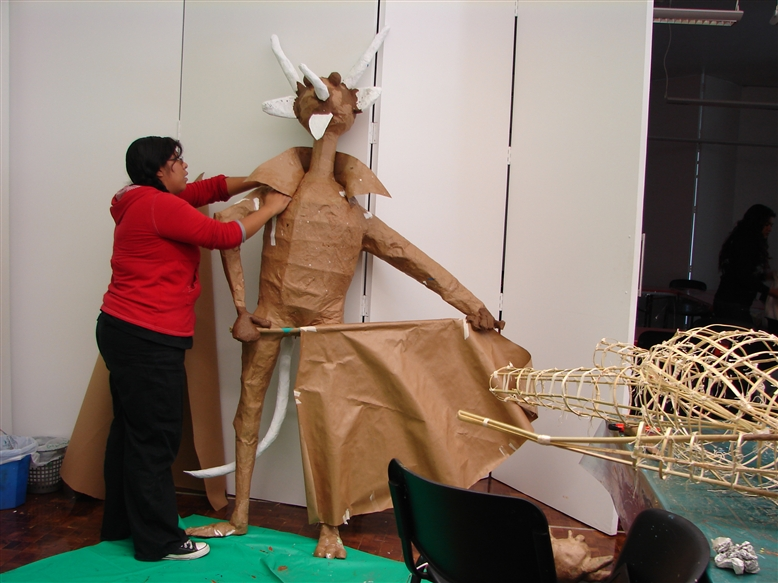
Creazione di una figura di Giuda sotto forma di diavolo durante un seminario al Museo de Arte Popular, Città del Messico

Il rogo di Giuda era un tempo pratica diffusa in tutta la cristianità in Inghilterra, Grecia, Messico, Brasile, Portogallo, Germania, Austria, Repubblica Ceca, Slovacchia, Polonia, Spagna, Uruguay, Venezuela, Cile, Perù, Costa Rica, Cipro dove viene chiamata “lambratzia”, le Filippine, il  Paraguay, dove viene chiamato “Giuda Kái”, Nigeria, e altrove. Queste tradizioni popolari sono ancora praticate in molti di quei paesi.
La tradizione ceca di annegare e bruciare un fantoccio raffigurante Giuda (vodění Jidáše) è ancora praticata in numerosi villaggi della Regione di Pardubice. La zecca ceca ha emesso una moneta d'oro nel 2015 per commemorare questa usanza popolare, che è stata candidata alla protezione dell'UNESCO come parte del patrimonio culturale di quella nazione.

I roghi di Giuda avevano luogo anche nel quartiere di Dingle, a Liverpool, Inghilterra, all'inizio e alla metà del XX secolo, ma venivano spesso interrotti dalla polizia. Nel South End di Liverpool, bande di bambini praticavano ancora questa usanza alla fine del XX secolo. L'ultimo rogo di Giuda risale al 1971 e fu realizzato dalla leggenda locale Alan Rietdyk in un terreno abbandonato tra Prophet Street e Northumberland Street, nella zona Liverpool 8. Il rogo di Giuda non è una tradizione inglese, anche se esiste un'usanza molto simile che consiste nel bruciare l'effigie del ribelle cattolico Guy Fawkes. La pratica di bruciare un'effigie di Papa Paolo V continua ad esistere anche in Inghilterra, dove ben 50.000 protestanti si riuniscono al Falò di Lewes per assistere ai festeggiamenti.

## Nella cultura popolare
La tradizione è raccontata nell'omonimo film venezuelano del 1974 La quema de Judas (1974) ("Il rogo di Giuda").